# کمال الشناوی
کمال الشناوی (عربی: محمد كمال الشناوي؛ ۲۶ دسامبر ۱۹۱۸ – ۲۲ اوت ۲۰۱۱) هنرپیشه، و کارگردان فیلم اهل مصر بود.